# 2-Propen-1-thiol
2-Propen-1-thiol ist eine chemische Verbindung aus der Gruppe der Thiole.

## Vorkommen
2-Propen-1-thiol entsteht natürlich im menschlichen Körper als Metabolit von Allicin. Die Verbindung kommt in Zwiebeln und Knoblauch vor.

## Gewinnung und Darstellung
2-Propen-1-thiol kann durch Reaktion von 3-Iodpropen mit Kaliumhydrogensulfid gewonnen werden. Es sind noch weitere Synthesenverfahren bekannt.

## Eigenschaften
2-Propen-1-thiol ist eine leicht entzündbare, leicht flüchtige, farblose bis orange Flüssigkeit mit unangenehmem Geruch, die praktisch unlöslich in Wasser ist. Sein Geruch ist ab 1,5 ppb wahrnehmbar. Im Menschen hemmt die Verbindung die Histon-Deacetylase (HDAC).

## Verwendung
2-Propen-1-thiol wird als wichtiger Rohstoff und Zwischenprodukt für organischen Synthesen, Arzneistoffe, Agrochemikalien und Farbstoffe verwendet.

## Sicherheitshinweise
Die Dämpfe von 2-Propen-1-thiol können mit Luft ein explosionsfähiges Gemisch (Flammpunkt 18 °C) bilden.